# Aeroportul Harrismith
Aeroportul Harrismith (IATA: HRS, ICAO: FAHR) este un aeroport din Harrismith, Maluti-a-Phofung Local Municipality⁠(d), Thabo Mofutsanyana District Municipality⁠(d), Provincia Free State, Africa de Sud.
Situat la o altitudine de 1.702 m, aeroportul dispune de o singură pistă.